# Clemence Willaume
Clemence Willaume (ur. 3 marca 1986 r. w Verdun) – francuska wioślarka.

## Osiągnięcia
- Mistrzostwa Świata Juniorów – Ateny 2003 – ósemka – 4. miejsce[1].
- Mistrzostwa Świata Juniorów – Banyoles 2004 – ósemka – 5. miejsce[1].
- Mistrzostwa Świata U-23 – Amsterdam 2005 – czwórka bez sternika – 2. miejsce[1].
- Mistrzostwa Świata U-23 – Hazewinkel 2006 – jedynka wagi lekkiej – 3. miejsce[1].
- Mistrzostwa Europy – Montemor-o-Velho 2010 – ósemka – 8. miejsce[1].